# Haselbach (Speyerbach)
Der Haselbach ist ein  gut 3 km langer Bach im rheinland-pfälzischen Landkreis Bad Dürkheim, der auf dem Gebiet der Gemeinde Elmstein nach einem ostnordöstlichen Lauf von rechts in den Speyerbach mündet.

## Geographie

### Verlauf
Der Haselbach entspringt im mittleren Pfälzerwald am Nordostfuß der Bloskülb und am Westsüdwestfuß des 461,1 m hohen Möllbergs auf einer Höhe von etwa 378 m ü. NHN dem von Steinen eingefassten Stamminger-Brunnen. Seine Quelle liegt etwa einen Kilometer nördlich des Elmsteiner Ortsteils Iggelbach im Mischwald. Etwa 800 Meter nordwestlich der Quelle liegt das Naturdenkmal Kurfürstenstuhl.
Der Bach fließt zunächst in einem sanften Bogen ostwärts durch das enge auf der linken Seite mit Mischwald und auf der rechten mit ausgedehnten, altholzreichen Buchenhochwald bedeckte Haseltal und läuft dabei an zwei Quellen vorbei. Er wird etwa 600 Meter bachabwärts auf seiner rechten Seite von einem Waldbächlein verstärkt und erreicht ungefähr 350 Meter später den als Ortsteil zu Elmstein gehörenden Weiler Röderthal, an dem er nördlich vorbeifließt und dort einen kleinen Teich bildet.
Er kreuzt die K 20 und läuft dann südlich dieser Straße am Nordfuß des 451,3 m hohen Kurzen Ecks entlang an dem knapp 200 Meter nördlich gelegenen Elmsteiner Ortsteil Schafhof vorbei und nimmt dabei auf seiner linken Seite unterirdisch ein Bächlein auf, das aus einem Quellsumpf südlich von Schafhof entspringt.  Er unterquert die K 20 und erreicht den Südzipfel von Elmstein, wo er sogleich verdolt in den Untergrund verschwindet.
Er zieht unterirdisch entlang der K 20, die dort auch die Bezeichnung Haselbachstraße trägt, in nördlicher Richtung, unterquert noch die dort Bahnhofsstraße genannte K 19 und mündet schließlich in Elmstein etwas östlich der Neuen Forststraße unterirdisch vorrohrt auf einer Höhe von etwa 219 m ü. NHN von rechts in den dort aus Westen kommenden oberen Speyerbach.
Der etwa 3,21 km lange Lauf des Haselbachs endet ungefähr 159 Höhenmeter unterhalb seiner Quelle, er hat somit ein mittleres Sohlgefälle von etwa 50 ‰.

### Einzugsgebiet
Das 3,428 km² große Einzugsgebiet des Haselbachs liegt im Naturraum Frankenweide und wird durch ihn über den Speyerbach und den Rhein zur Nordsee entwässert.
Es grenzt
- im Nordosten, Osten und Nordwesten an das Einzugsgebiet des Speyerbachs direkt;
- im Süden an das des Iggelbachs, der über den Helmbach in den Speyerbach entwässert und
- im Norden an das des Möllbachs, der in den Speyerbach mündet.

Das Einzugsgebiet ist fast vollständig bewaldet, nur der Mündungsbereich ist zum Teil besiedelt.
Die höchste Erhebung ist die Bloskülb mit einer Höhe von 570,2 m ü. NHN im Südwesten des Einzugsgebiets.

## Natur und Umwelt
Der ufernahe Bereich des Haselbachs südlich von Schafhot ist ein geschütztes Biotop. Dort wachsen unter anderen in der Krautschicht der Wald-Frauenfarn, die Wald-Simse und die Große Brennnessel.